# 塞瑟卢格
塞瑟卢格（威爾斯語發音：[sɛiˈsəɬʊɡ]）是中世纪威尔士的一个小王国。根据较晚的资料，塞瑟卢格由前凯雷迪吉昂王国的领土和特威河谷组成，据此，塞瑟卢格包括了现代的凯雷迪吉昂郡，卡马森郡的一部分，以及高尔半岛。10世纪时，塞瑟卢格成为了好人海威爾的权力中心。海威爾于920年把塞瑟卢格和达费德王国合并成为德赫巴思王国。

## 起源
迄今为止，尚不清楚塞瑟卢格是在何时作为一个独特的个体出现的。一种说法是，塞瑟卢格来自7世纪或8世纪早期的凯雷迪吉昂国王塞瑟尔·阿普·克勒多格的名字，所以在传统意义上，这位国王被认为是塞瑟卢格的建立者。塞瑟尔的名字出现在哈利家谱的凯雷迪吉昂君主部分中，但是，较早的资料中并没有指出塞瑟卢格是由他建立的，而且到了9世纪，人们依然在使用凯雷迪吉昂这个词。塞瑟卢格一词出现在一些较晚的资料中，比如兰达夫之书、Welsh Triads和威尔士法。威尔士法中描述塞瑟卢格为南威尔士三个主要分区中的一个：另外两个是摩根努格和雷努格（可能是达费德）。马比诺吉昂的第一个分支第一次清楚地描述了塞瑟卢格，说它包括了凯雷迪吉昂的四个cantref和特威河谷的三个cantref，此描述与威尔士法中的描述相符合。

## 后期历史及与达费德合并
传统上凯雷迪吉昂的最后一个君主古冈在872年溺死，没有留下子嗣。当时的圭内斯国王罗德里大帝是古冈的姐姐安加拉德的丈夫，因此罗德里前来管理塞瑟卢格。罗德里没有资格宣称塞瑟卢格的王位，所以他扶持了他和安加拉德的小儿子卡德尔即塞瑟卢格国王位。卡德尔先后作为父亲罗德里和哥哥阿纳劳德的附庸，统治塞瑟卢格。
卡德尔于911年去世，之后，塞瑟卢格分成了两部分，分别由他的两个儿子——好人海威爾和克勒多格——统治。此时，海威爾可能已经控制了邻近的达费德；达费德自从勒瓦赫国王于904年去世后，就再没有已知的君主了，而海威爾已经与勒瓦赫的女儿埃伦结了婚。920年，克勒多格去世，整个塞瑟卢格归于海威爾统治，这时，海威爾肯定已经控制了达费德，因为不久后，他就把塞瑟卢格和达费德合并为包括了南威尔士大部分的德黑巴斯王国。随后，以此为基础，他统一了几乎整个威尔士。